# YouPorn
YouPorn е безплатен уебсайт за видео споделяне с порнографско съдържание, сред 100-те най-посещавани уебсайтове в света.

## История
От стартирането му през август 2006 г. се разраства, превръщайки се в най-популярния порнографски уебсайт, като през ноември 2007 г. е най-големият безплатен порнографски уебсайт. През февруари 2013 г. заема 83-та позиция в света като най-популярен сайт и е 5-ият най-популярен порнографски уебсайт. В категорията за порнографски сайтове е надминат в класирането от конкурентните сайтове Xhamster, XVideos и Pornhub, както и от уебкам сайта за възрастни LiveJasmin.

## Блокиране

### Сингапур
През май 2008 г. е съобщено, че Сингапур блокира достъпа до YouPorn и RedTube, което е обяснено от правителствени служители като „символично изявление“.

### Шри Ланка
През юли 2009 г. Шри Ланка блокира достъпа до 12 порносайта, включително YouPorn, RedTube, Xvideos и Xhamster. На 25 юли 2009 г. главният магистрат Nishantha Hapuarachchi нарежда на телекомуникационната регулаторна комисия да блокира всички 12 уебсайта от всички локални интернет доставчици.

## Отбор YP
YouPorn спонсорира esports отбор, познат като Team YP. През юли 2014 г. YouPorn обявява намеренията си да влезе в електронните спортове, спонсорирайки Dota 2 или League of Legends отбор. На 3 декември 2014 г. YouPorn анонсира официалното влизане в Dota 2 сцената с придобиването на испански отбор, известен преди това като Play2Win. На 9 юни 2015 г. Отбор YP анонсира подписването на договор с играча на Super Smash Bros Jason „Bizzarro Flame“ Yoon.
Отборът на YP по Street Fighter се състои от Valentin „Valmaster“ Petit и Anton „Filipin0man“ Herrera. През октомври 2015 г. отборът на YP съобщава, че започва търсенето на отбор по Counter-Strike:Global Offensive. Заявяват, че искат да направят 2 отбора – единият изцяло мъжки, другият изцяло женски.